# Abu-Hayyan al-Gharnatí
Abu-Hayyan Athir-ad-Din Muhàmmad ibn Yússuf al-Gharnatí (àrab: أبو حيان أثير الدين محمد بن يوسف الغرناطي, Abū Ḥayyān Aṯīr ad-Dīn Muḥammad ibn Yūsuf al-Ḡarnāṭī), més conegut simplement com a Abu-Hayyan al-Gharnatí (Granada, novembre del 1256 - el Caire, juliol del 1344), és el més important gramàtic àrab de la primera meitat del segle xiv. Deu la seva nisba al fet d'haver nascut a Granada (Gharnata). Va morir al Caire, on s'havia establert després de deu anys d'estudi i viatge per tot el món àrab. Segons S. Glazer, Abu-Hayyan destaca per la modernitat de la seva aproximació a la gramàtica descriptiva i comparativa. Malgrat tot, a la seva mort va ser oblidat fins i tot pels seus propis deixebles, com ara els gramàtic Ibn Aqil i Ibn Hixam.
Se li atribueixen 65 obres escrites no solament en àrab, sinó també en altres llengües com ara el turc, l'amhàric o el persa. Entre les temàtiques tractades destaquen els estudis alcorànics, de les tradicions del profeta Muhàmmad i de dret, però també va escriure obres historiogràfiques i biogràfiques, així com poesia. D'entre totes aquestes obres destaquen Mànhaj al-sàlih, un comentari del poema gramatical Alfiyya d'Ibn Màlik, Al-idrak li-lissan al-atrak, la més antiga gramàtica turca conservada, i Al-bahr al-muhit, un voluminós comentari alcorànic.